# Ferlinghem
Ferlinghem is een gehucht in de gemeente Brêmes in het Franse departement Pas-de-Calais. Het ligt in het zuidelijk deel van de gemeente, ruim anderhalve kilometer ten zuiden van het dorpscentrum van Brêmes.

## Geschiedenis
Een oude vermelding van de plaats dateert uit de 11de eeuw als Frelinghem. Ferlinghem had een eigen kerk, de Église Saint-Quentin, die een hulpkerk was van Brêmes, maar deze kerk is verdwenen. 
Ferlinghem was een parochie tot het einde van het ancien régime, maar werd toen bij de oprichting van de gemeenten ondergebracht in de gemeente Brêmes.